# 新村尚久
新村 尚久（にいむら なおひさ、1937年10月2日 - ）は、TBSアナウンサー。東京都出身。中央大学文学部卒業。身長161cm。血液型O型。

## 来歴・人物
1961年4月、TBSへアナウンサー第7期生として入社。主にスポーツアナウンサーとして、プロ野球、ボクシング・プロレスなどの格闘技、サッカーなどの中継を担当していた。また、1989年1月7日には、昭和天皇の崩御第一報を伝えた。在職晩年には業務担当デスクも務めていた。
1997年10月に定年。
定年後はTBSアナウンススクールの特別講師を務めている。

## 出演番組
スポーツ中継
- プロ野球中継[2][3]（定年までの間、担当[1]）
  - TBSエキサイトナイター（ラジオ中継。タイトルは、1970年以降のナイターに使用[4]。以下、主な担当試合）
    - 1969年のオールスターゲーム（第1戦）
    - 1972年のオールスターゲーム（第1戦）
    - 1970年の日本シリーズ（第3戦）
    - 1971年の日本シリーズ（第4戦）
    - 1972年の日本シリーズ（第2戦）

  - JAPAN MAJOR BASEBALL（テレビ中継。タイトルは、1996年以降）
- サッカー中継[3]
  - オールスターゲーム中継[2]
- 競輪中継[3]
- 大相撲実況中継（ラジオ）[2][3][4]
- TWWAプロレス中継（国際プロレスのテレビ中継）[2][3]
- ラグビー中継[3]
- バレーボール中継[3]
- ボクシング中継
- モスクワオリンピック中継[2]（ラジオ）

スポーツ中継以外（以下は、いずれもラジオ番組）
- 歌謡曲ベストテン（1962年）[3]
- 浪曲十六番集（1966年）[3]
- 歌のヒットスタジアム（1977年）[3]
- ナイタースタートダッシュ（1978年）[3]
- ラジオナイター娯楽版（1978年）[3]
- 野球はドラマだ（1978年）[3]
- ナイターゴールデンスタジアム（1982年）[3]
- サンデー・ニュース&スポーツ（1990年）[3]